# Академія Свефі
Академія Свефі (швед. Sverigefinska folkhögskolan) — шведсько-фінська вища народна школа, заснована 1973 року, розташована на центральній площі міста Гапаранда в старовинних будівлях початку минулого століття.

## Загальні відомості
Академія Свефі розташована за 500 метрів від шведсько-фінського кордону, тому шведська та фінська мови і культури рівноцінно представлені й використовуються у навчальному закладі. Свою назву академія отримала саме за місцем її розташування, тобто шведсько-фінська.
Основне приміщення побудоване у 1915 році, проектуванням займався архітектор Ерік Лаллерстед, завжди використовувалося в освітніх цілях. Спочатку тут знаходилось реальне училище, пізніше коледж для вчителів, а з 1973 року у будівлі знаходиться вища народна школа Свефі.
З 1980 року існує музичне, звукотехнічне відділення та відділення мистецтва. Останній напрямок, який відкрили у академії — це відділення внутрішнього дизайну приміщення.
Академія Свефі працює у багатьох міжнародних проектах, які орієнтовані на обмін досвідом, знайомство з культурою сусідніх країн, підтримку міжнародних відносин.
Серед країн, які беруть участь у проектах є і Україна.

## Навчальний курс
Заклад пропонує навчання для студентів з інших країн на піврічних, річних та дворічних курсах на загальних та спеціалізованих відділеннях.
Вибір освітніх програм різноманітний, що дозволяє підібрати форму навчання для студентів та учасників курсів у віковій категорії від 18 років.
Школа проводить цілий ряд коротких курсів у дистанційній формі, також розробляє індивідуальний навчальний план для студентів, які планують отримати професійну освіту та пройти підготовку для подальшого вступу до вищих навчальних закладів Швеції.
На загальних відділеннях можна удосконалити: англійську, шведську та фінські мови; навчитися основам вебдизайну, комп'ютерної графіки та оволодіти іншими комп'ютерними технологіями.
На спеціалізованих навчають художньому мистецтву, музиці, звукорежисурі, світлодизайну, мистецтву перфомансу.
У закладі працюють наступні відділення:
- загальноосвітнє;
- дизайн приміщення;
- образотворче мистецтво;
- звукотехніка;
- світлодизайн;
- перформанс;
- редизайн;
- музичне;
- вокальне/авторське.

Заняття ведуть викладачі школи, а також запрошують лекторів із Швеції та інших країн.
Це вищий професійний навчальний заклад, який приймає на навчання незрячих студентів. Свефі пристосована для навчання осіб з вадами зору: робочі місця обладнані спеціальними технічними засобами, аудиторії адаптовані для людей з вадами зору, навіть шкільне меню щодня обов'язково друкується шрифтом Брайля. Заклад наповнений багатьма брайлівськими принтерами, дисплеями, дейзі плеєрами та іншою специфічною технікою для незрячих користувачів, існують кілька спеціалізованих відділень для незрячих студентів — загальноосвітнє та звукотехніка.

Поряд з освітніми та культурними напрямками, у діяльності Свефі, особливого розвитку отримали організація різних конференцій, семінарів, тренінгів, курсів.

## Діяльність Свефі
Академія функціонує як освітній заклад та розвивається у готельному і ресторанному бізнесі.
До складу Свефі входить:
- Будівля «Мисливець» (Jägaren)— приміщення з 1864 року було казармою, зараз тут знаходиться готель Свефі.
- Будівля «Стрілець» (Skytten), збудована у 1978 році, є гуртожитком для студентів, влітку — гостелом.
- Ресторан «Мінерва» (Minerva) побудований у 2003 році під керівництвом архітектора Матса Якобсона (Архітектурне бюро МАФ, м. Лулео)[5], у 2006 році отримав архітектурну премію[6].

## Галерея

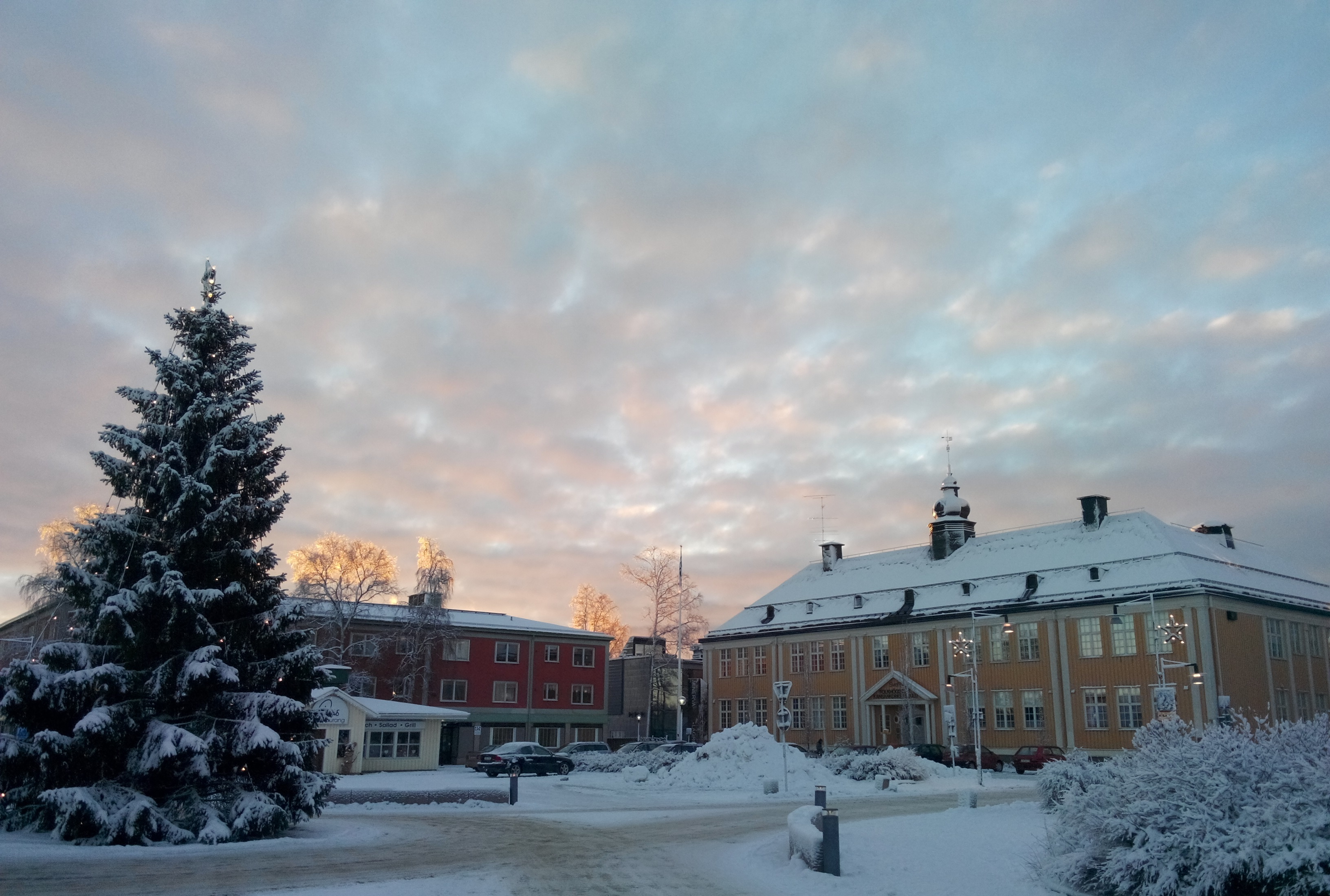
Академія Свефі
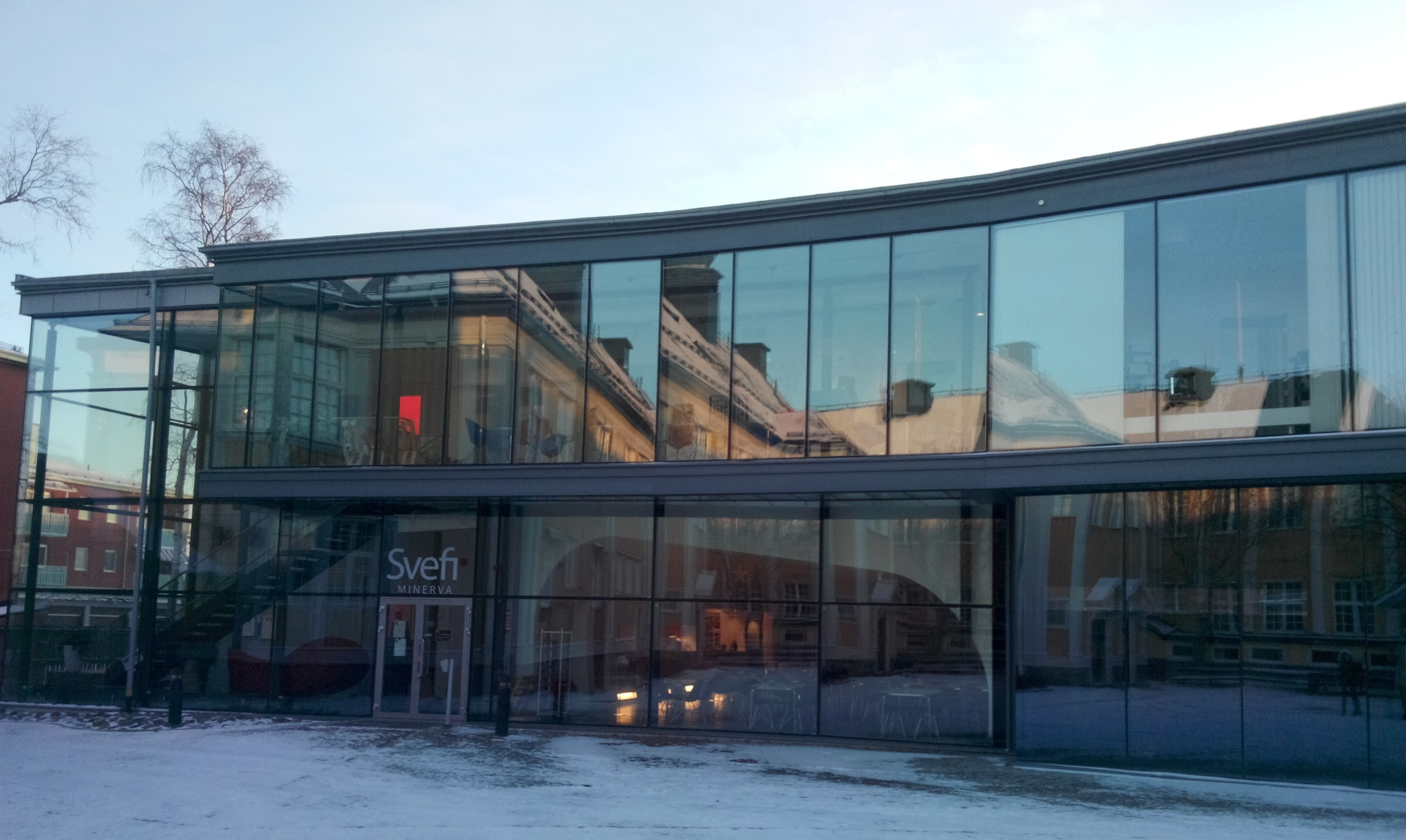
Ресторан «Мінерва»
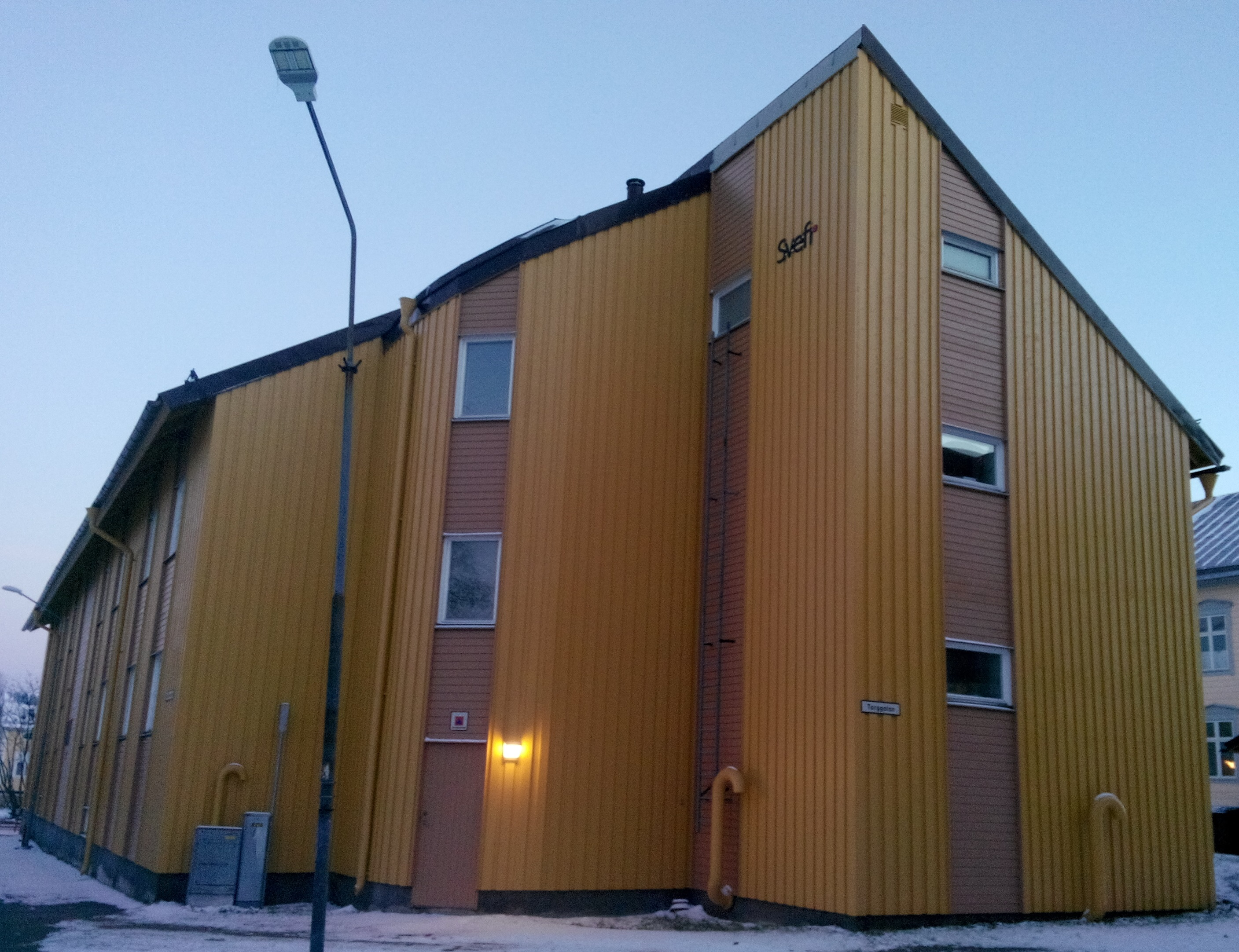
Будівля «Стрілець»
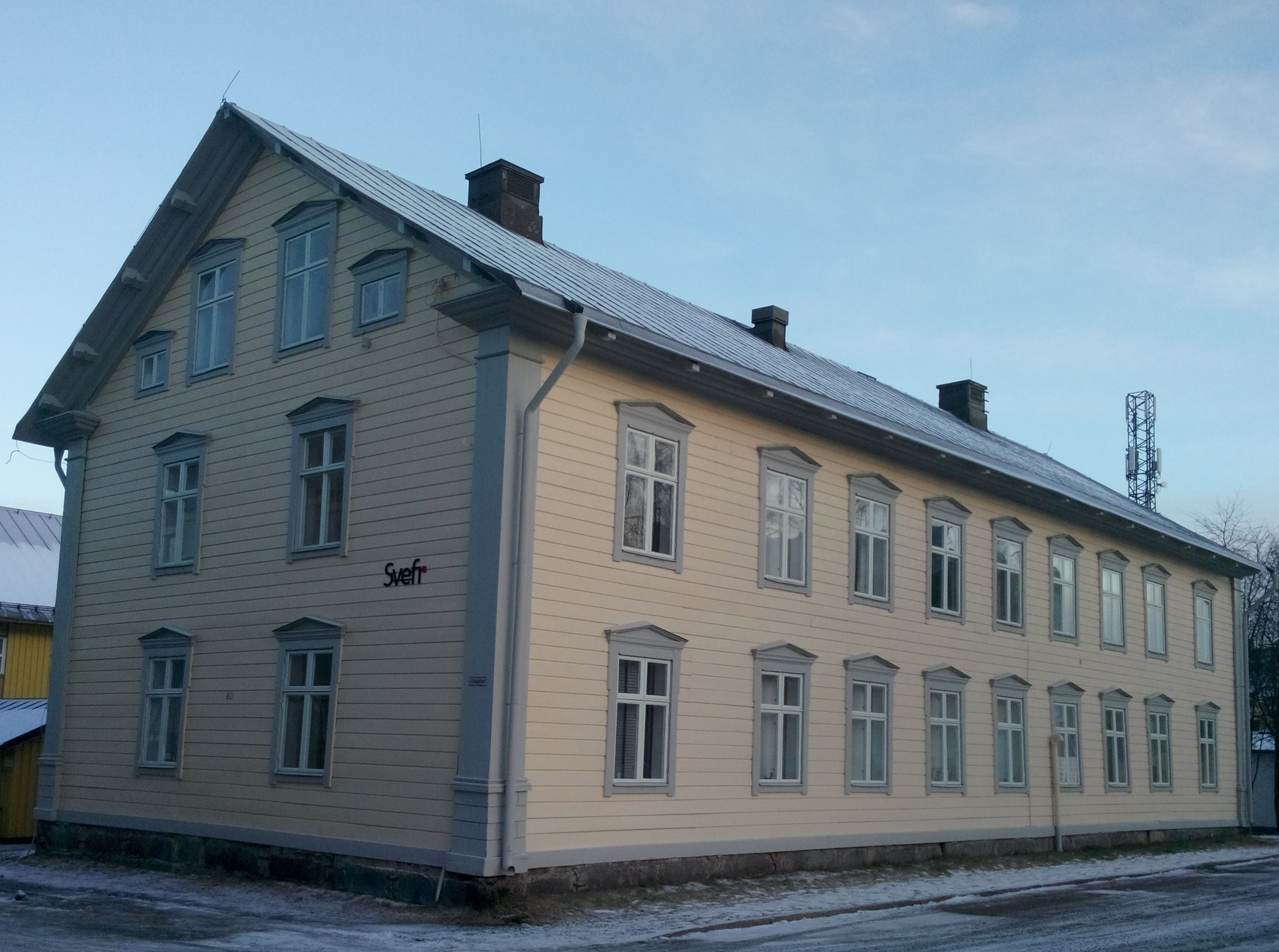
Будівля «Мисливець»
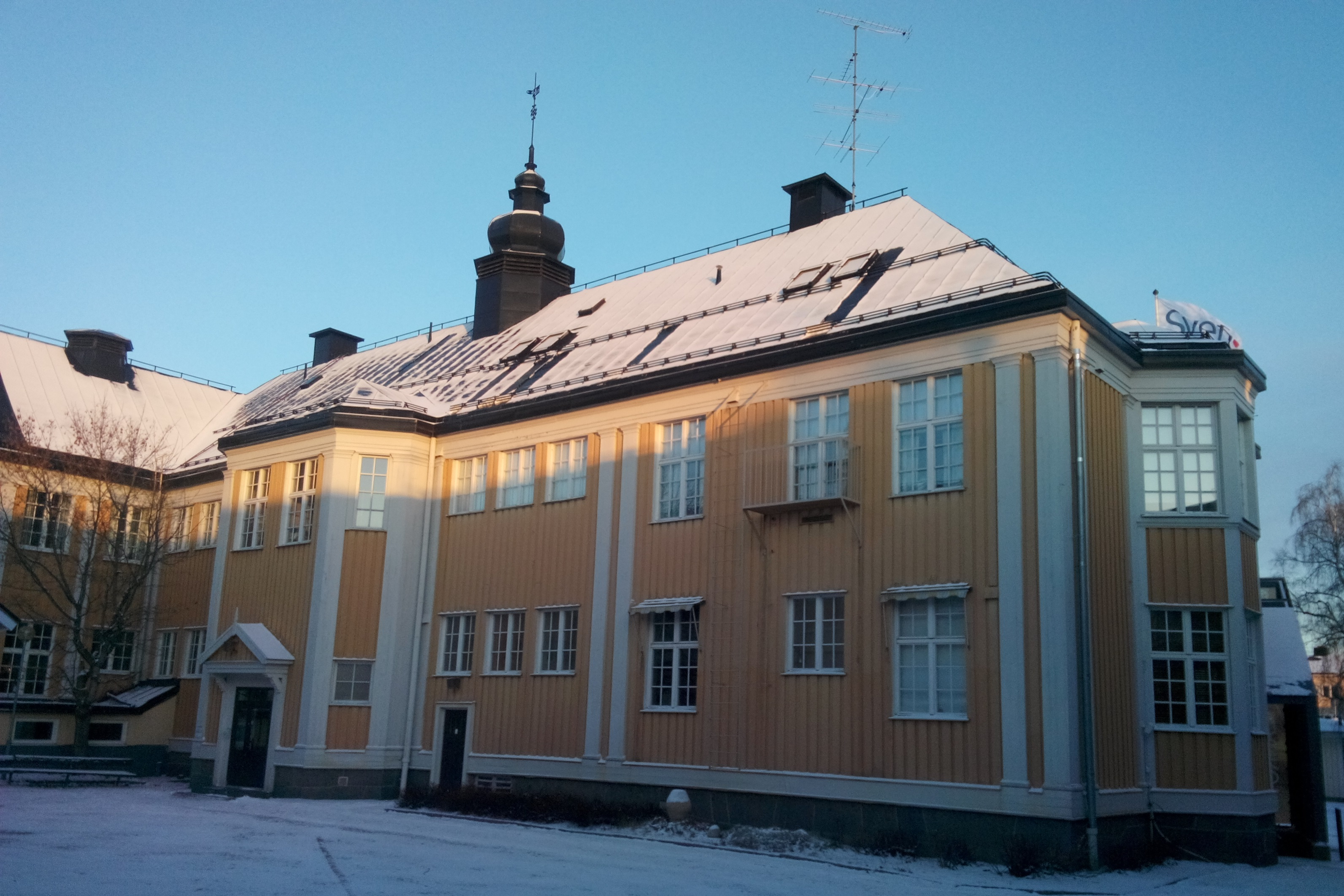
Академія Свефі. Внутрішнє подвір'я

### Внутрішній інтер'єр Академії Свефі

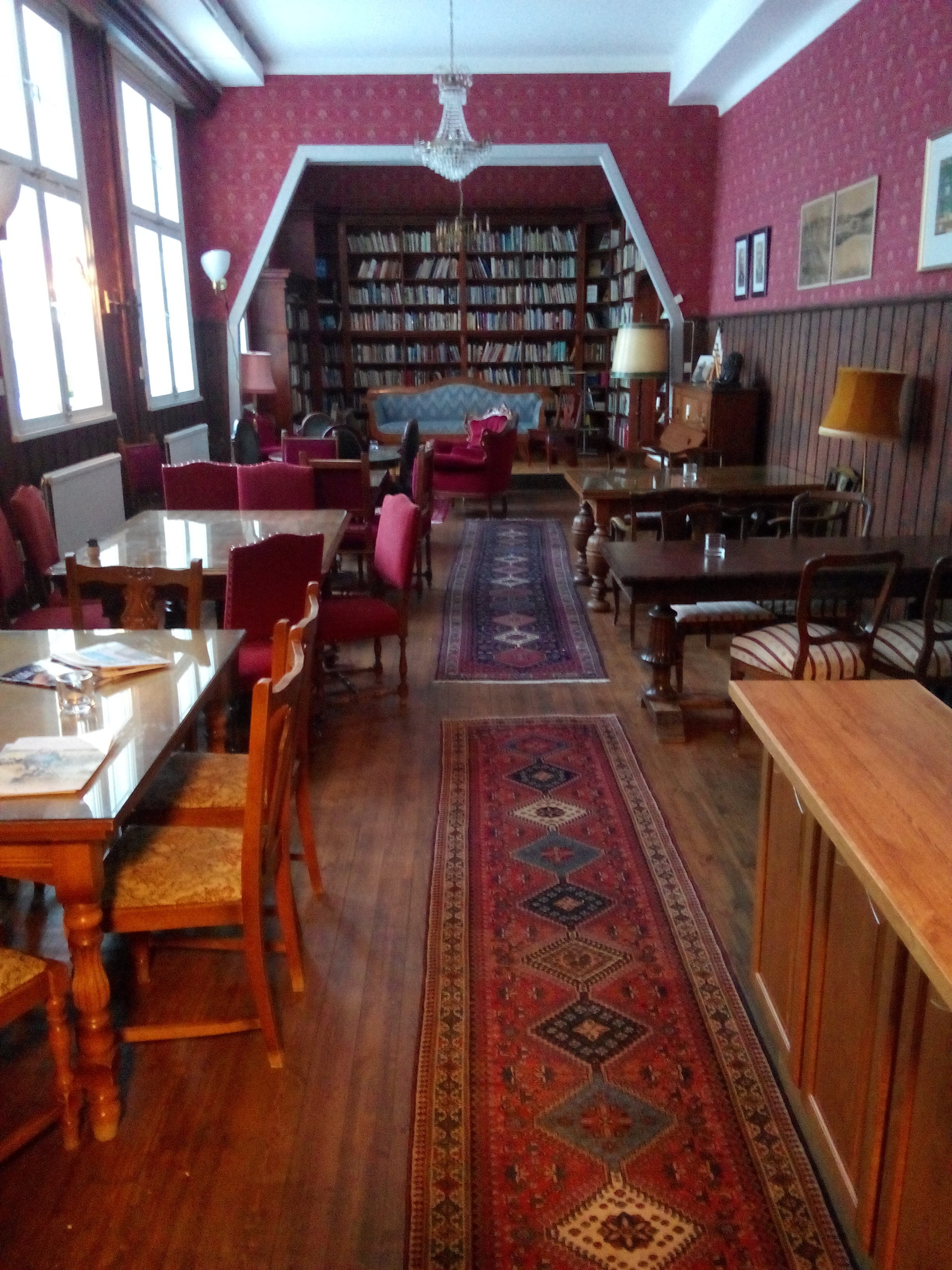
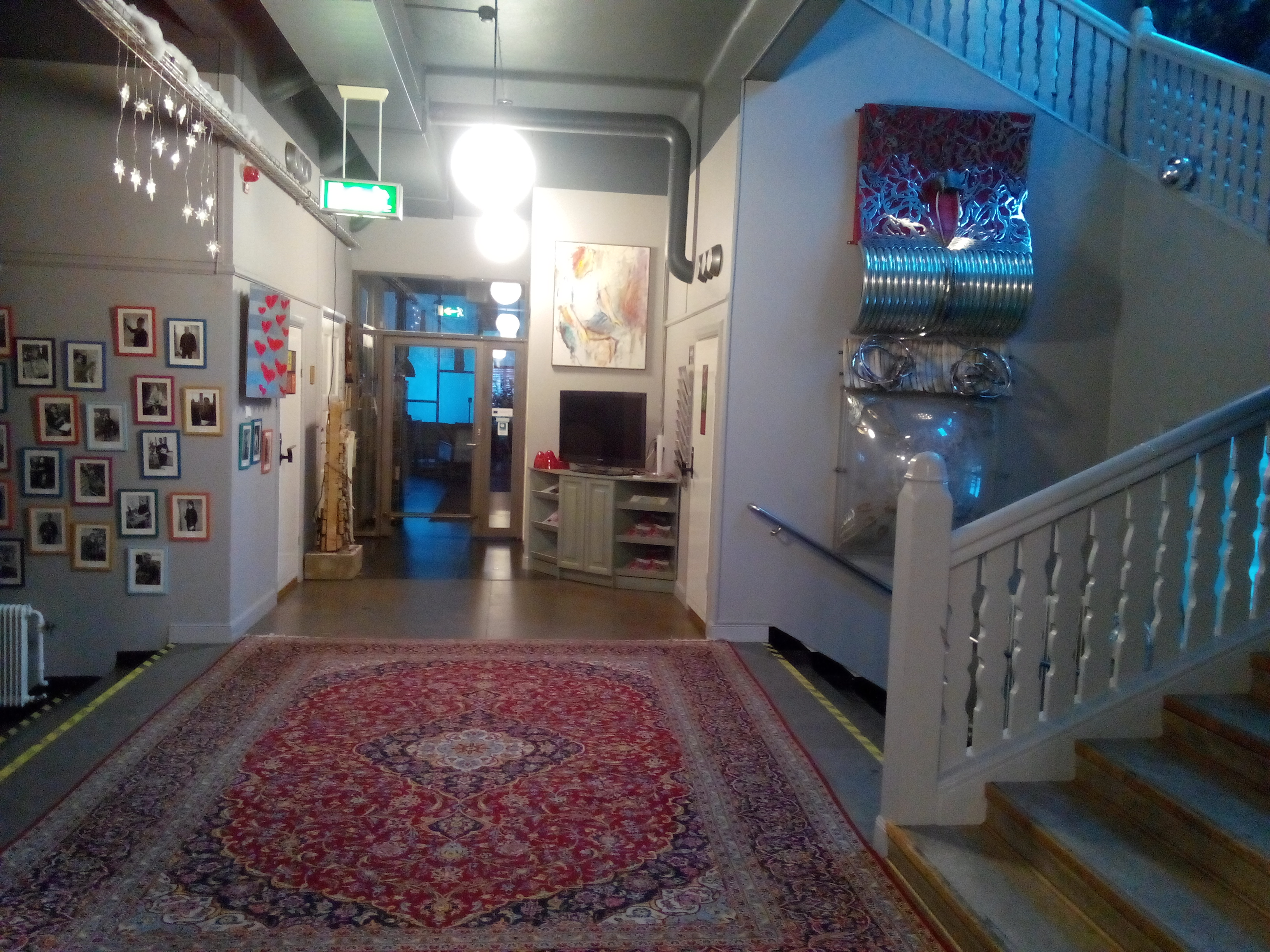
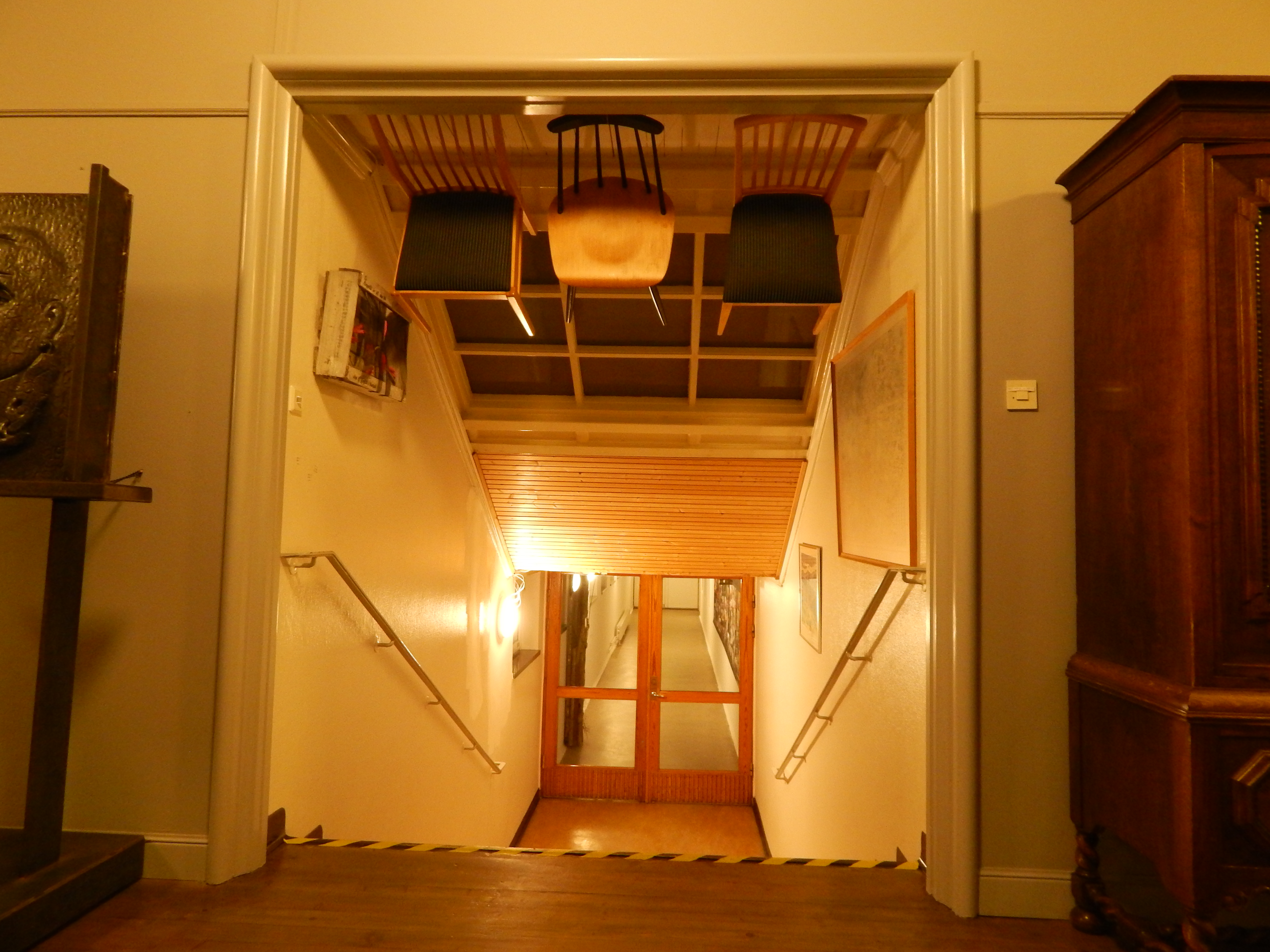
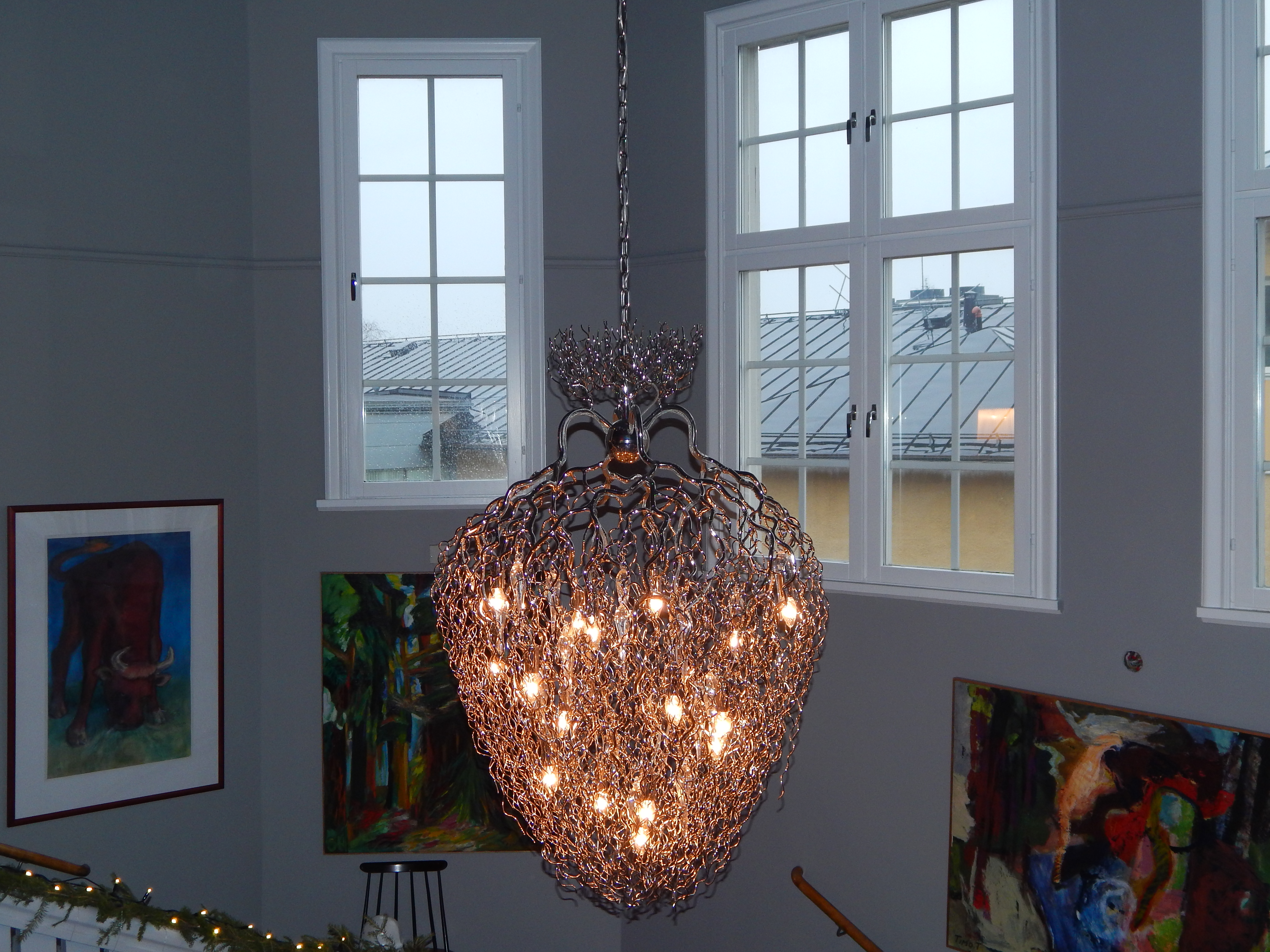
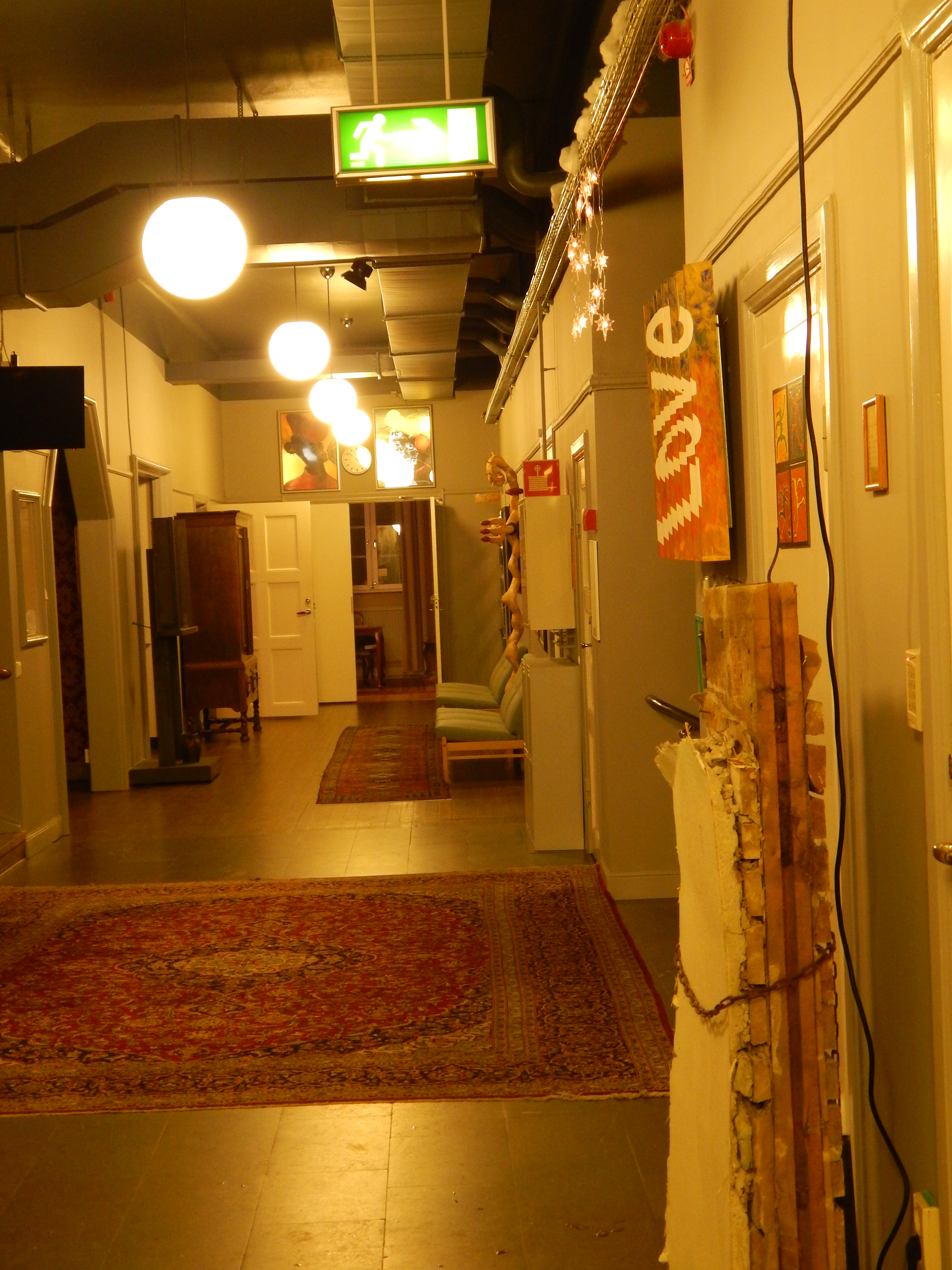